# Astacoides betsileoensis
Astacoides betsileoensis é uma espécie de crustáceo da família Parastacidae.
É endémica de Madagáscar.